# Андерс Целзијус
Андерс Целзијус (швед. Anders Celsius; Упсала, 27. новембар 1701 — Упсала, 25. април 1744), шведски астроном; изумео Целзијусову скалу температуре.
Целзијус је изумео термометарску скалу 1742, узевши за тачку кључања воде 0°, а за тачку топљења леда 100°. Пет година касније, колеге с опсерваторије у Упсали су преокренуле скалу и дале јој данашњи („центиградни") облик.
У термодинамици, температуре се мере на апсолутној или Келвиновој скали. Међутим, Целзијусова скала се често користи у друге сврхе, a данас се дефинише односом (температура у °C) = (температура у К) -273,15.